# Psilopterna alageza
Psilopterna alageza är en nattsländeart som beskrevs av Olah 1985. Psilopterna alageza ingår i släktet Psilopterna och familjen husmasknattsländor. Inga underarter finns listade i Catalogue of Life.